# Hüseyin Altin
Hüseyin Altin es un escultor y profesor de arte alemán, nacido el año 1944 en Denizli, Turquía.

## Obras
Entre las obras de Hüseyin Altin se incluyen las siguientes:
- Fuente (1985),[1] centro cívico en Waiblingen
- Sin título (1986),[2] sala de deportes Bebelstraße en Stuttgart
- Fortschnittschritt (1987), Skulpturen-Rundgang Schorndorf,[3] Plaza del Mercado Alto
- Intra Muros (1991), Mayennnerstraße en Waiblingen
- Fuente (Monumento a la resistencia contra el nacionalsocialismo) (1995), Plaza Eugen-Bolz en Rottenburg am Neckar - (eliminado en 2005)
- Sin título (1996), KUNSTdünger Rottweil, Rottweil-Hausen
- Fuente, mercado en Gärtringen
- Intra Muros (2002), clínicas Bunsenstraße en Böblingen